# 김진희 (1983년)
김진희(1983년 6월 24일 ~ )는 대한민국의 기자이자 아나운서이다.
| 2대 웨더자키 최송현 임하나 | 제3대 웨더뉴스 글로벌 모바일 웨더자키 2005년 10월 10일 ~ 2006년 2월 12일 | 4대 웨더자키 채령 이주현 |